# 로렌 핸즈베리

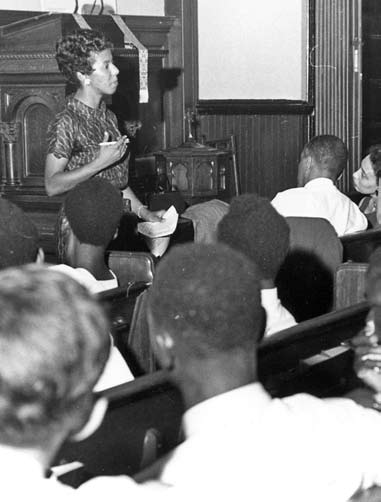

로렌 핸즈베리(영어: Lorraine Hansberry 러레인 핸즈베리[*], 1930년 5월 19일 ~ 1965년 1월 12일)는 미국의 극작가다.
위스콘신 대학을 다니다 1950년 뉴욕 그리니치 빌리지로 이주한 후 <햇볕 속의 건포도>(1958)로 '뉴욕극평가상'을 받았다. 흑인 가정을 감동적으로 그린 대표작이다. 다음 <시드니 블루스틴 상점 유리창의 표지>(1964)는 유태인 지식인을 다루었다.